# Công cụ UML
Công cụ UML là một ứng dụng phần mềm hỗ trợ một số hoặc tất cả các ký hiệu và ngữ nghĩa liên quan đến Ngôn ngữ mô hình hóa thống nhất (UML), là ngôn ngữ mô hình hóa mục đa dụng tiêu chuẩn công nghiệp cho công nghệ phần mềm.
Công cụ UML được sử dụng rộng rãi ở đây bao gồm các chương trình ứng dụng không chỉ tập trung vào UML, nhưng hỗ trợ một số chức năng của Ngôn ngữ mô hình hóa thống nhất, như là một phần bổ sung (add-on) như một thành phần (component) hoặc là một phần (part) của chức năng tổng thể của chúng.

## Các loại chức năng
Công cụ UML hỗ trợ các loại chức năng sau: